# Departament Borgou
Borgou – jeden z 12 departamentów Beninu. Zajmuje powierzchnię 25 856 km². W spisie ludności z 11 maja 2013 roku liczył 1 214 249 mieszkańców. 

## Położenie
Położony jest w środkowo-wschodniej części kraju. Graniczy z państwem Nigerią, a także z innymi departamentami Beninu – Collines, Donga, Atacora i Alibori. 

## Historia
W 1975 roku ówczesny Dahomej zmienił nazwę na obecną, Benin. Wówczas utworzono również 6 prowincji, wśród nich między innymi Borgou. 15 stycznia 1999 roku w wyniku reformy administracyjnej z Borgou wydzielono departament Alibori. W wyniku tej samej reformy zmieniło nazewnictwo „prowincji” na „departamenty”. 

## Demografia
W 2013 roku populacja departamentu liczyła 1 214 249 mieszkańców. W porównaniu z 2002 rokiem rosła ona średnio o 4,71% rocznie. 
|  |